# Jon Larsen
Jon Larsen är trummis i danska metalbandet Volbeat sedan 2001.

## Diskografi

### med Abhorrense[2]
- 1991: Destination the End (demo)

### med Moratorium[2]
- 1992: Imature Massacre (demo)

### med Volbeat[1]
- 2005: The Strength / The Sound / The Songs
- 2007: Rock the Rebel / Metal the Devil
- 2008: Guitar Gangsters & Cadillac Blood
- 2010: Beyond Hell/Above Heaven
- 2013: Outlaw Gentlemen & Shady Ladies
- 2016: Seal the Deal & Let's Boogie